# Жан-Франсоа Паро
Жан-Франсоа Паро (на английски: Jean-François Parot) е френски професионален дипломат и писател, автор на произведения в жанровете исторически трилър и криминален роман.

## Биография и творчество
Роден е на 27 юни 1946 г. в Париж, Франция, в семейство тясно свързано с представители на киноиндустрията. Завършва висше образование с бакалавърска и магистърска степен по история. Има следдипломно обучение по антропология, в областта на египетските техники за мумифициране, митовете на тихоокеанските острови и социалната история на Париж от XVIII век.
След военната си служба в Сейнт Луис (Сенегал) започва кариерата си на дипломат като вицеконсул в Киншаса (Заир) през 1974 г. В периода 1982-1987 г. е генерален консул на Франция в Хошимин и в Атина. След това е съветник в посолствата в Доха (Катар), Хартум (Судан), Джибути, Уагадугу (Буркина Фасо) и София, после е съветник-министър в посолството в Тунис. Бил е съветник на министъра на промишлеността и заместник-директор на персонала в Министерството на външните работи в Нант. В периода 2002-2006 г. е заместник-директор на дирекция „Военно сътрудничество и отбрана“. В периода 2006-2010 г. е посланик в Гвинея-Бисау, след което се пенсионира.
Първият му роман „Загадката на улица „Блан Манто““ от поредицата „Разследванията на комисаря Никола льо Флок“ е издаден през 2000 г. В този и в следващите романи са описани приключенията на комисар Никола льо Флок в Париж през 1761 г. В поредицата писателят комбинира загадки и интриги с историческа информация. Като дипломат Паро отделя специално внимание на кулинарията, поради което и героят му споделя това в светлината на обичаите от 18 век. Поредицата е преведена на над 10 езика по света. В периода 2008 – 2016 г. поредицата е екранизирана в едноименния телевизионен сериал с участието на Жером Робар.
Жан-Франсоа Паро умира след дълго боледуване в Мисилак на 23 май 2018 г.

## Произведения

### Серия „Разследванията на комисаря Никола льо Флок“
(Les enquêtes de Nicolas Le Floch, commissaire au Châtelet)
1. L'Énigme des Blancs-Manteaux (2000)
Загадката на улица „Блан Манто“, изд.: ИК „Колибри“, София (2013), прев. Паисий Христов
2. L'Homme au ventre de plomb (2000)
3. Le Fantôme de la rue Royale (2001)
4. L'Affaire Nicolas Le Floch (2002)
5. Le Crime de l'hôtel Saint-Florentin (2004)
6. Le Sang des farines (2005)
7. Le Cadavre anglais (2007)
8. Le Noyé du grand canal (2009)
9. L'Honneur de Sartine (2010)
10. L'enquête russe (2012)
11. L'Année du volcan (2013)
12. La Pyramide de glace (2014)
13. L'inconnu du pont Notre-Dame (2015)
14. Le Prince de Cochinchine (2017)

### Документалистика
- Structures sociales des quartiers de Grève, Saint-Avoye et Saint-Antoine, 1780 – 1785 (1974)

### Екранизации
- 2008 – 2016 Nicolas Le Floch – ТВ сериал, 11 епизода